# Ötvös József
Nem összekeverendő Eötvös Józseffel
Ötvös József (Pest, 1857. január 1. – Budapest, Terézváros, 1934. június 14.) orvosdoktor, az országos közegészségügyi tanács rendkívüli tagja. Ötvös Gitta színésznő apja, Gobbi Alajos veje.

## Élete
Ötvös József (1827–1896) színész és Sperling Alojzia fiaként született. Pesten végezte középiskolai és orvosi tanulmányait és 1881. október 21-én egyetemes orvosdoktorrá avatták. Mint IV. éves orvostanhallgató irodalmi dolgozatával és bonctani készítményével pályadíjat nyert. 1880-tól 1886-ig a székesfővárosi Szent Rókus Kórházban mint externista, majd mint segédorvos működött; 1882-ben katonai főorvossá, 1886-ban pedig a székesfővárosi fertőző-kórházhoz a himlőosztály rendelő főorvosává nevezték ki. 1892-ben és 1893-ban a székesfővárosi járványbizottság részéről az akkor uralkodott kolerajárvány okának kinyomozásával lévén megbízva, ezen működéséről két nagy könyvalakban nyomtatásban megjelent és számos grafikai rajzzal, táblával és térképpel ellátott jelentésével számolt be. 1883-ban a budapesti királyi orvosegylet rendes tagja lett. Mint középiskolai egészségtani tanár 1889-től 1900-ig a gyakorló gimnáziumban működött. A fővárosi iskolaszék rendes tagja. 1890-ben a budapesti törvényszéki fogházhoz orvossá nevezték ki, 1899-ben József főherceg margitszigeti fürdőorvossá nevezte ki; az ő tanácsa alapján történt a sziget újabb fürdői berendezése. 1902-ben szaktanulmányok végett külföldön (Wörishofen, München, Drezda stb.) utazást tett. Felesége Gobbi (Gobby) Kornélia volt, akivel 1883. május 6-án kötött házasságot a budapest-belvárosi plébániatemplomban. Halálát agyguta okozta, 1934. június 17-én helyezték örök nyugalomra a Kerepesi úti temetőben. Felesége öt évvel élte túl, elhunyt 1939. november 9-én Budapesten.

## Írásai
Cikkei a Gyógyászatban (1884. Fejizomgörcs, Nervus medianus hűdése, A féloldali tonicus arczgörcs, 1885. Erb-féle vállkarhűdés, 1886. Az egyenes hasizmok clonicus görcse, 1901. Szt. Margit-sziget mint téli gyógyfürdőhely); az Orvosi Heti Szemlében (1887. A xylol gyógyértéke a himlőnél, 1889. Heveny agyhártyagyulladás, Peczkelő ujj); a Magyar Szalonban (1890. A rabok egészsége); az Orvosi Hetilapban (1891. Ujabb gyógyszerek az 1890. évben, 1895. Az 1892-93. évi székesfővárosi cholera oka, 1900. Szt. Margit-sziget jövője, 1903. A Kneipp-öntések orvosi birálata); a Medicinische Revue f. interne Medicin u. Therapeiban (1891. Der jetzige Stand der Theorie über Diabetes mellitus); az Egészségben (1895. A főváros ivóvize és a cholera); a Gyermekgyógyászatban (1899. Az elzüllött gyermekek gondozása); a Pester med.-chirurg. Presseben (1899. Fürsoge der verwahrlosten Kinder).

## Munkái
- Az 1892-93. évi fő- és székvárosi cholerának oka. Bpest, 1893. Színes térképpel, két grafikai táblával és 14 táblázattal. (Különnyomat a fő- és székvárosi főorvosi Cholera-Jelentésből).
- Budapest székesfővárosban 1893 második felében fellépett cholerának oka. Uo. 1894. Színes térképpel, két grafikai táblával, nyolcz táblázattal és hat szövegrajzzal. (Különnyom. a főorvosi Jelentésből).